# 아목 뜨러이
아목 뜨러이(크메르어: អាម៉ុកត្រី) 또는 생선 아목(生鮮អាម៉ុក)은 캄보디아의 전통 생선 요리이다.  생선이 들어간 아목(찐 커리)이며, 비슷한 음식이 태국에서는 "호목 쁠라(ห่อหมกปลา)"로, 라오스에서는 "목 빠(ຫມົກປາ)"로 불린다. 캄보디아의 국민 음식 가운데 하나로 여겨진다.

## 이름
크메르어 "아목(អាម៉ុក)"은 바나나잎에 찐 커리 요리를 뜻하는 말이며, "뜨러이(ត្រី)"는 "생선"이라는 뜻이다

## 만들기
레몬그래스, 큰고량강, 핑거루트, 강황, 마늘, 셜롯, 카피르라임 잎, 불린 건고추 등을 절구에 빻아 끄르엉(커리 페이스트)을 만들고, 뜩 뜨러이(어장), 야자당, 코코넛 크림 등을 넣어 섞는다. 생선 살을 커리 양념에 넣어 잘 버무린다. 둥글게 자른 바나나잎을 접어 그릇을 만들고, 바닥에 데친 노니 잎을 깐다. 생선 커리를 담아 찜통에 쪄 낸다. 잘 쪄지면 코코넛 크림과 라임 잎 등으로 가니시한다.

## 같이 보기
- 페페스 이칸